# 掛川厚志
掛川 厚志（かけがわ あつし、1980年3月14日 - ）は、日本の元男子バレーボール選手、指導者。
現在は埼玉県の昌平高等学校の体育教師、同校バレー部監督。

## 来歴
埼玉県春日部市出身。日本体育大学卒業後、2002年にVリーグの東レアローズに入団。チームのリベロとして活躍したのち、2008-2009年Vプレミアリーグを最後に現役引退し、2012年3月まで東レのコーチとして指導者を務めた。同年4月からは埼玉県の昌平高等学校の体育教師としてバレー部の顧問も務めており、2016年の春高バレー埼玉県予選で準優勝に同校を導いた。その後、4年の月日を経て2020年の春高バレー埼玉県予選ではコロナ禍で大会の開催が危ぶまれていたが、決勝まで駒を進め正智深谷高校に3-2で勝利し見事初優勝に導いた。春高バレーでは3回戦敗退となったが初出場ながら新たな高校の名を全国に馳せる事となった。

## 所属チーム
- 春日部共栄高等学校
- 日本体育大学
- 東レアローズ（2002-2009年）